# La selva de fuego
La selva de fuego es una película mexicana de drama de 1945 dirigida por Fernando de Fuentes y protagonizada por Dolores del Río y Arturo de Córdova.

## Sinopsis
La historia se desarrolla en la Selva Chiclera de Quintana Roo, en México, cerca del poblado Chetumal (hoy ciudad) y del país de Belice. Estrella (Dolores del Río), una bella aventurera, se pierde en medio de la jungla. Es rescatada por un grupo de hombres que viven retirados en las plantaciones de chicle como marginados sociales. Su líder, Luciano (Arturo de Córdova), es un hombre íntegro, pero con un desprecio inexplicable hacia las mujeres. La presencia de la bella Estrella en medio de tantos hombres solos y brutales, comienza a generar un conflicto que solo Luciano podrá resolver.
Los trabajadores de la plantación chiclera a las órdenes de Luciano tienen un capataz, llamado Rufino (Miguel Inclán) que es muy eficiente para cumplir las órdenes del patrón e implacable con sus subordinados. Un día, el Mulato (Gilberto González), uno de los trabajadores, aparece en el campamento con Estrella, una mujer que rescató de un naufragio, con la firme intención de conservarla para él. La presencia de la mujer causa un revuelo tal que llama la atención de Luciano que al presentarse a constatar lo que pasa da la orden de que la mujer abandone el campamento, a lo que Mike (Luis Beristáin), otro de los trabajadores, se opone haciéndole ver a Luciano que no admitirla en el campamento esa noche es condenarla a muerte en la selva. Luciano finalmente accede a que se quede con la condición de que abandone el campamento en la primera oportunidad.
Mike lleva a Estrella a dormir al almacén donde la instala para que pase la noche sola y a salvo de los impulsos carnales de los trabajadores que llevan mucho tiempo en la selva aislados sin mujer. Rufino se burla del Mulato diciéndole que nunca había visto a un hombre quitarle tan limpiamente la mujer a otro como el patrón a él. A la hora de cenar Estrella, Mike y Luciano comparten mesa y ella se da cuenta de la animadversión que Luciano siente por ella por el hecho de ser mujer y del amor de Mike. Esa noche el Mulato trata de meterse al almacén para apoderarse de Estrella y esta se defiende matándolo de un disparo de pistola.
Como consecuencia del incidente Luciano se lleva a Estrella a su cabaña para defenderla del caos que se empieza a crear en el campamento y para detener las malas lenguas le pide al Venadito, un niño que siempre lo acompaña, que se quede con ellos. Esa noche en la cabaña Estrella le cuenta su vida a Luciano y le confiesa que de no haber naufragado la llevaban para venderla a un hombre en la isla de Jamaica. El resto de los hombres en el campamento empiezan a conspirar para quedarse con la mujer y quitársela a Luciano de su custodia.
Finalmente, Rufino acepta unirse a la conspiración con la condición de quedarse con la mujer y robar también la cosecha que sería el botín de los demás y decide que no regresarán al campamento. Mike avisa a Luciano de la conspiración, pero este no le cree porque cree que son los celos contra él los que lo hacen inventar cosas. Estrella incómoda con toda la situación decide huir sola y le pide al Venadito consejo para marcharse del campamento. Estrella al huir va a toparse directamente con los amotinados. Rufino sale a atacarla por el camino, pero Luciano, que se ha dado cuenta de la fuga, viene detrás de ella y la rescata del plagio llevándosela de vuelta al campamento donde solo quedan Mike, el Venadito y el cocinero.
Los amotinados atacan el campamento y matan a Mike. En una tregua solicitada, Rufino se acerca a parlamentar con Luciano, pero no llegan a ningún acuerdo. Aunque Estrella para salvar la situación acepta irse con Rufino pero Luciano se lo impide. Cuando Rufino se va Estrella le confiesa que estaba dispuesta a irse con el capataz porque no quiere que Luciano salga herido porque lo quiere. Luciano entiende que el amor es mutuo y reconoce también su amor por ella. Luciano y Estrella tratan de escapar por la selva en la noche pero los descubre Rufino y cuando los tiene amagados aparece por sorpresa el Venadito y al distraer a Rufino Luciano consigue matarlo. Desafortunadamente antes de morir Rufino alcanza a disparar y herir mortalmente a Estrella. Finalmente Estrella muere en los brazos de Luciano.

## Reparto
- Dolores del Río
- Arturo de Córdova
- Miguel Inclán
- Luis Beristáin
- Manuel Dondé

## Comentarios
Según María Félix en su autobiografía (Todas mis guerras, Editorial Clío, 1993), gracias a esta película, "La Doña" y Dolores del Río fundieron por primera y única vez sus trayectorias y personalidades. La cinta fue escrita originalmente para Félix, pero el error de un mensajero hizo que el guion llegara a Dolores. Por el contrario, el guion de Vértigo (escrito para Dolores), llegó a María, quien realizó la película.